# Mount Seymour Park
Mount Seymour Park är en park i Kanada.   Den ligger i provinsen British Columbia, i den södra delen av landet, 3 500 km väster om huvudstaden Ottawa. Mount Seymour Park ligger 724 meter över havet.
Terrängen runt Mount Seymour Park är huvudsakligen bergig, men söderut är den kuperad.Runt Mount Seymour Park är det mycket glesbefolkat, med 3 invånare per kvadratkilometer.. Närmaste större samhälle är Anmore, 9,6 km sydost om Mount Seymour Park. 
I omgivningarna runt Mount Seymour Park växer i huvudsak barrskog.